# Carlos Tena
Carlos Tena (Madrid, 27 de noviembre de 1943-ibídem, 13 de abril de 2023) fue un periodista, crítico musical, locutor de radio y presentador de televisión español. El año de su muerte, y como reconocimiento a él, se creó el Premio Carlos Tena a la divulgación musical. 

## Biografía
Desde sus primeros trabajos al filo de 1967, su estilo profesional se caracterizó por la naturalidad desencorsetada, espíritu imaginativo y una ácida voluntad contestataria. La mayoría de las fuentes documentales coinciden asimismo en que Tena fue uno de los primeros revolucionarios de la nueva comunicación.
De ideología comunista y defensor del régimen cubano.
Fijó su lugar de residencia en Cuba donde desde 2010 mantuvo abierto un blog (www.tenacarlos.wordpress.com) de contenido eminentemente político. Tena volvió de Cuba en 2015 y vivió en Ronda hasta que tuvo un problema de las cuerdas vocales y se quedó sin voz. Poco después, le detectaron un cáncer y se trasladó a Madrid donde falleció en 2023. El 13 de febrero de 2020 se había despedido definitivamente de sus seguidores. 

## Trayectoria

### Radio
- 1965. En Radio Peninsular dirige y presenta el programa Hablando de Discos. Madrid, paralelo 40. Disco-Clan.
- 1973. En Radio Nacional de España es nombrado delegado de programas musicales de la emisora pública ante la Unión Europea de Radiodifusión (UER). Dirige y presenta Para vosotros jóvenes, que fue Premio Nacional de Radio, Premio AVI al mejor espacio Musical y Premio Asociación RTV. Presenta y produce para la UER los espacios European Pop Jury, European Music Game y Music Kent Keine Grenzen.
- 1976. Comenzó a presentar el espacio Clásicos Populares de RNE con un estilo innovador, coloquial y desenfadado, que lo hizo muy popular. Diferencias de criterio con el guionista, Fernando Argenta, provocaron finalmente su salida del programa, siendo sustituido por el propio Argenta.[9]
- 1980. En Radio 3 de RNE fue el guionista, director y presentador del programa Discofrenia.
- 1982. En RNE fue el guionista, director y presentador del programa A la Luna, a las dos y a las tres.
- 1983. En Radio 3 de RNE fue el guionista, director y presentador del programa En el Aire.
- 1984. En RNE fue el guionista, director y presentador del programa Pop Populares.
- 1987. En RNE fue el guionista, director y presentador del programa Adivina quien mueve esta noche.
- 1988. En Radiocadena Española fue el guionista, director y presentador del programa Lo que el tiempo se llevó.
- 1999. En Onda Cero fue colaborador del espacio La Radio de Julia.
- 2000. En Onda Cero fue colaborador en el programa A toda Radio.
- 2002. En Onda Cero fue el guionista, director y presentador del espacio Con más Tena que gloria.

### Televisión
- 1977. En Televisión Española fue el guionista y presentador del espacio Popgrama (hasta 1980).
- 1981. En TVE fue el director, guionista y presentador del programa Música Maestro.
- 1983. En TVE fue el director y presentador del programa Caja de ritmos.
- 1984. En TVE fue el director, guionista y presentador del espacio ¿Pop Qué?
- 1985-1986. En TVE fue el director, guionista y presentador del espacio Auanbabulubabalambambú.
- 1996-2000. En Antena 3 fue colaborador de los espacios Lluvia de estrellas y Menudas estrellas.
- 1998. En Telecinco fue colaborador del programa Moros y cristianos.
- 2002. En Antena 3 fue colaborador del programa A plena luz de Pedro Piqueras.

### Producción discográfica
Entre 1980 y 1985 fue productor de varios álbumes para grupos como Mario Tenia, Johnny Comomollo, Tilburi y Paraíso.

### Prensa y literatura
Ha publicado artículos en diversos periódicos, como Pueblo, Madrid, Diario 16, El Mundo, la edición española de ''Liberación' 'o Diario de Barcelona. También ha escrito para revistas como Mundo Joven, Discóbolo, Triunfo, La Calle, Mundo Obrero, El Siglo, Cambio 16, El Papus, Imagen y Sonido y Los Aventureros. 
Es autor de la colección Historia del Blues para la Editorial Altaya (1996). También es el autor del episodio dedicado a la música ligera en el volumen Claves de España del Siglo XX dirigido por Javier Tusell.
En su última etapa, escribió en la revista EFE EME.

### Trabajo en Televisión Española
De su polifacético trabajo en Televisión Española, algunos sectores de la crítica han querido destacar su vinculación con la Movida madrileña, que promocionó en espacios pioneros como Popgrama (1977-1981), en la que cabe destacar la presentación junto a Diego Alfredo Manrique del Concierto homenaje a Canito, considerado el evento que dio el pistoletazo de salida a dicho movimiento musical y cultural.
De la década de 1980, quedan sus trabajos como presentador, director y creador de Música, maestro (1981), (dedicado a difundir la música clásica),Caja de ritmos (1983), ¿Pop Qué? (1984) y Auanbabulubabalambambú (1985-1986) todos ellos en la televisión pública.
En el capítulo de los escándalos, puede recordarse la polémica desatada por la emisión en Caja de ritmos de un número musical del grupo Vulpes, titulado «Me gusta ser una zorra», que supuso la cancelación definitiva del espacio. Este fue uno de los frecuentes casos en que su ideología progresista de izquierda le ha acarreado conflictos con las fuerzas conservadoras españolas; entre ellos, una querella criminal interpuesta por el Fiscal general del Estado contra Tena.
Censurado por directivos como Eduardo Sotillos, María Antonia Iglesias o Fernando González Delgado, todos ellos mandos del PSOE, decidió abandonar el ente público en 1994.

### Televisiones privadas
Tras su salida de la televisión pública fue fichado por la productora catalana Gestmusic, con la que trabajó en espacios de entretenimiento como Lluvia de estrellas (1995-2002) y Menudas estrellas (1996-2001), o como contertulio en el programa de debate Moros y cristianos.

## Reconocimientos
A los pocos meses de su fallecimiento, la Fundación SGAE y RTVE le rindieron homenaje con la creación del Premio Carlos Tena a la divulgación musical, que en su primera edición recayó en José Ramón Pardo.  La segunda edición, en 2024, lo ganaron Bertha M. Yebra y José María Velázquez-Gaztelu. 